# مریل موسی
مریل موسی (انگلیسی: Merrill Moses؛ زادهٔ august ۱۳, ۱۹۷۷ (۴۷ سال)) ورزشکار واترپلو اهل ایالات متحده آمریکا است.
وی در مسابقات کشوری و بین‌المللی در مجموع برندهٔ ۳ مدال طلا، ۱ مدال نقره شده‌است.